# Marek IV (patriarcha Aleksandrii)
Marek IV – prawosławny patriarcha Aleksandrii w latach 1385–1389.